# Andrei Prepeliță
Andrei Prepeliță [andrej prepelica] (* 8. prosince 1985, Slatina, Rumunsko) je rumunský fotbalový záložník a reprezentant, který působí od srpna 2016 v klubu FK Rostov.

## Klubová kariéra
- CSM Unirea Slobozia (mládež)
- FC Argeș Pitești (mládež)
- FC Argeș Pitești 2002–2007
- FC Universitatea Craiova 2007–2011
- FC Steaua București 2011–2015
- Ludogorec Razgrad 2015–2016
- FK Rostov 2016–

## Reprezentační kariéra
Andrei Prepeliță působil v rumunských reprezentačních výběrech U19 a U21.
V A-mužstvu Rumunska debutoval 7. 9. 2014 v kvalifikačním zápase v Pireu proti reprezentaci Řecka, který Rumunsko vyhrálo 1:0.

Trenér rumunského národního týmu Anghel Iordănescu jej vzal na EURO 2016 ve Francii. Rumuni obsadili se ziskem jediného bodu poslední čtvrté místo v základní skupině A.